# 河北町議会
河北町議会（かほくちょうぎかい）は、山形県西村山郡河北町の地方議会である。

## 概要
- 定数：14人[1]
- 任期：4年（議会解散が実施されれば任期満了前であっても議員任期は終了する）
- 前回選挙：2023年（令和5年）4月23日投開票[2]

- 選挙区：町全体を1選挙区とする大選挙区制（単記非移譲式）
- 所在地：山形県西村山郡河北町谷地戊81
- 主な役割：審議、議決、一般質問、同意、町政のチェック、請願や陳情の審査、意見書の提出、調査研究、行政行事出席等

### 委員会
- 議会運営委員会

#### 常任委員会
| 委員会名           | 定数 | 所管 |
| ------------------ | ---- | --- |
| 総務産業常任委員会 | 6人  | 総務課、防災危機管理課、企画財政課、税務町民課、農林振興課、商工観光課、会計課、議会事務局、農業委員会事務局 |
| 厚生文教常任委員会 | 7人  | くらし応援課、健康福祉課、こどもみらい課、都市整備課、学校教育課、生涯学習課、上下水道課                     |
| 広報広聴常任委員会 | 6人  | かほく議会だより                                                                                             |

#### 特別委員会
- 予算審査特別委員会
- 決算審査特別委員会

### 定例会
- 3月、6月、9月、12月

### 事務局
- 議会事務局

## 党派
- 無所属12人
- 公明党1人
- 日本共産党1人

（2023年9月1日現在）

## 議員報酬等
| 役職   | 報酬            | 政務活動費 |
| ------ | --------------- | ---------- |
| 議長   | 月額 33万0000円 | 無し       |
| 副議長 | 月額 27万5000円 | 無し       |
| 議員   | 月額 26万0000円 | 無し       |

- 別途、年2回期末手当あり
- 議員年金は2011年（平成23年）6月1日で廃止されている